# Carlo Ferdinando Vasa
Carlo Ferdinando Vasa (Varsavia, 13 ottobre 1613 – Wyszków, 9 maggio 1655) è stato un vescovo cattolico principe polacco.

## Biografia
Era figlio di Sigismondo III di Svezia e della seconda moglie Costanza d'Asburgo.
Fu principe vescovo di Breslavia dal 1625, vescovo di Płock dal 1640 e duca di Opole dal 1648 al 1655. Tuttavia non ricevette mai né l'ordinazione sacerdotale né quella episcopale.
Fu un grande mecenate d'arte e sostenitore della Compagnia di Gesù (donò un enorme altare d'argento ai gesuiti della Chiesa di Varsavia).
Nel 1640, l'architetto regio, Giovanni Battista Gisleni costruì per lui un palazzo situato sul bastione settentrionale del Castello Reale di Varsavia. In seguito fu saccheggiato e distrutto dagli Svedesi e tedeschi del Brandeburgo nel 1650, durante il Diluvio.
Ebbe anche un grande palazzo di legno a Wyszków.

## Ascendenza
|                              |                            |                            | Genitori                          |  |  | Nonni |  |  | Bisnonni               |  |  | Trisnonni               |  |
|                              |                            |                            |                                   |  |  |       |  |  | 8. Gustavo I di Svezia |  |  | 16. Erik Johansson Vasa |  |
|                              |                            |                            |                                   |  |  |       |  |  | 8. Gustavo I di Svezia |  |  | 16. Erik Johansson Vasa |  |
|                              |                            | 17. Cecilia Månsdotter Eka |                                   |  |  |       |  |  | 8. Gustavo I di Svezia |  |  |                         |  |
| 4. Giovanni III di Svezia    |                            |                            |                                   |  |  |       |  |  | 8. Gustavo I di Svezia |  |  |                         |  |
|                              |                            | 9. Margherita Leijonhufvud | 18. Erik Abrahamsson Leijonhufvud |  |  |       |  |  |                        |  |  |                         |  |
|                              |                            | 9. Margherita Leijonhufvud | 18. Erik Abrahamsson Leijonhufvud |  |  |       |  |  |                        |  |  |                         |  |
|                              |                            | 9. Margherita Leijonhufvud | 19. Ebba Eriksdotter Vasa         |  |  |       |  |  |                        |  |  |                         |  |
| 2. Sigismondo III di Polonia |                            | 9. Margherita Leijonhufvud |                                   |  |  |       |  |  |                        |  |  |                         |  |
|                              |                            | 10. Sigismondo I Jagellone | 20. Casimiro IV di Polonia        |  |  |       |  |  |                        |  |  |                         |  |
|                              |                            | 10. Sigismondo I Jagellone | 20. Casimiro IV di Polonia        |  |  |       |  |  |                        |  |  |                         |  |
|                              |                            | 10. Sigismondo I Jagellone | 21. Elisabetta d'Asburgo          |  |  |       |  |  |                        |  |  |                         |  |
| 5. Caterina Jagellona        |                            | 10. Sigismondo I Jagellone |                                   |  |  |       |  |  |                        |  |  |                         |  |
|                              |                            | 11. Bona Sforza            | 22. Gian Galeazzo Maria Sforza    |  |  |       |  |  |                        |  |  |                         |  |
|                              |                            | 11. Bona Sforza            | 22. Gian Galeazzo Maria Sforza    |  |  |       |  |  |                        |  |  |                         |  |
|                              |                            | 11. Bona Sforza            | 23. Isabella d'Aragona            |  |  |       |  |  |                        |  |  |                         |  |
| 1. Carlo Ferdinando Vasa     |                            | 11. Bona Sforza            |                                   |  |  |       |  |  |                        |  |  |                         |  |
|                              | 12. Ferdinando I d'Asburgo | 24. Filippo I d'Asburgo    |                                   |  |  |       |  |  |                        |  |  |                         |  |
|                              | 12. Ferdinando I d'Asburgo | 24. Filippo I d'Asburgo    |                                   |  |  |       |  |  |                        |  |  |                         |  |
|                              | 12. Ferdinando I d'Asburgo | 25. Giovanna di Castiglia  |                                   |  |  |       |  |  |                        |  |  |                         |  |
| 6. Carlo II d'Austria        | 12. Ferdinando I d'Asburgo |                            |                                   |  |  |       |  |  |                        |  |  |                         |  |
|                              |                            | 13. Anna Jagellone         | 26. Ladislao II di Boemia         |  |  |       |  |  |                        |  |  |                         |  |
|                              |                            | 13. Anna Jagellone         | 26. Ladislao II di Boemia         |  |  |       |  |  |                        |  |  |                         |  |
|                              |                            | 13. Anna Jagellone         | 27. Anna di Foix-Candale          |  |  |       |  |  |                        |  |  |                         |  |
| 3. Costanza d'Asburgo        |                            | 13. Anna Jagellone         |                                   |  |  |       |  |  |                        |  |  |                         |  |
|                              |                            | 14. Alberto V di Baviera   | 28. Guglielmo IV di Baviera       |  |  |       |  |  |                        |  |  |                         |  |
|                              |                            | 14. Alberto V di Baviera   | 28. Guglielmo IV di Baviera       |  |  |       |  |  |                        |  |  |                         |  |
|                              |                            | 14. Alberto V di Baviera   | 29. Maria Giacomina di Baden      |  |  |       |  |  |                        |  |  |                         |  |
| 7. Maria Anna di Baviera     |                            | 14. Alberto V di Baviera   |                                   |  |  |       |  |  |                        |  |  |                         |  |
|                              |                            | 15. Anna d'Asburgo         | 30. Ferdinando I d'Asburgo (= 12) |  |  |       |  |  |                        |  |  |                         |  |
|                              |                            | 15. Anna d'Asburgo         | 30. Ferdinando I d'Asburgo (= 12) |  |  |       |  |  |                        |  |  |                         |  |
|                              |                            | 15. Anna d'Asburgo         | 31. Anna Jagellone (= 13)         |  |  |       |  |  |                        |  |  |                         |  |
|                              |                            | 15. Anna d'Asburgo         |                                   |  |  |       |  |  |                        |  |  |                         |  |